# Баганець Олексій Васильович
Óлексій Васѝльович Багáнець (нар.* 5 квітня 1954, село Горошине, Семенівський район, Полтавська область)  – заслужений юрист України, кандидат юридичних наук, почесний працівник прокуратури України, державний радник юстиції 2 класу, адвокат, правозахисник, член редакційної колегії загальнонаціональної правової газети «Юридичний вісник України». Тричі був заступником Генерального прокурора України.

## Біографія
Народився 5 квітня 1954 року у с. Горошине Семенівського району Полтавської області. 
З юних років  займався спортом і це захоплення залишилося в нього на все життя. Особливо він надає перевагу східним єдиноборствам, кік-боксингу. 
Служба в лавах Радянської армії (1972-1973). 
З 1974 до 1979 рр. навчався в Харківському юридичному інституті на судово-прокурорському факультеті, де здобув вищу юридичну освіту. Після закінчення Олексій Васильович почав свій трудовий шлях.

## Трудова діяльність
1979–1983 – працював у прокуратурі Херсонської області спочатку слідчим, потім старшим слідчим.
1983–1991 – слідчий, старший слідчий з особливо важливих справ прокуратури.
1991–1996 – прокурор Радянського району міста Києва.
1996–1997 – прокурор Львівської області, потім до 1998 прокурор Дніпропетровської області.
1998 – заступник прокурора Західноукраїнської транспортної прокуратури.
1998–1999 – заступник прокурора Львівської області, потім до 2000 – прокурор Харківського району міста Києва.
2000–2002 – заступник Генерального прокурора України – начальник управління нагляду за додержанням і застосуванням законів Генпрокуратури України. На посаді заступника Генпрокурора Михайла Потебенька, був причетний до розслідування вбивства Георгія Гонгадзе.
Баганець неодноразово робив публічні заяви щодо випадковості вбивства, побутового характеру злочину, що цілковито виключає його політичне підґрунтя, а також виступав проти американської допомоги у розслідуванні цієї справи. За часів Баганця генпрокуратура порушила кримінальну справу щодо Миколи Мельниченка за фактом перевищення службових обов'язків та відкидала версію, оприлюднену колишнім майором, що до злочину причетні Леонід Кучма та Володимир Литвин.
2002–2005 – прокурор Волинської області.
2005–2007 – заступник Генерального прокурора України – прокурор Донецької області.
2007–2008 – прокурор Рівненської області
2008–2010 – прокурор Львівської області.
2010–2014 – займався адвокатською практикою. Був адвокатом екс-міністра внутрішніх справ України Юрія Луценка.
Адвокатську діяльність зупинено з 27 лютого 2014 р.
2014–2015 – заступник Генерального прокурора України.
2015 і по теперішній час займається індивідуальною адвокатською практикою. Адвокатську діяльність поновлено з 15 квітня 2015 р.

## Відомі судові справи
- Перебуваючи на посаді заступника Генпрокурора України та коментуючи для ЗМІ хід розслідування справи Гонгадзе притримувався версії побутового вбивства та заперечував його політичну складову та причетність до вбивства вищих посадових осіб держави (Л. Кучми, В. Литвина).

- Генпрокуратура за участю Баганця порушила кримінальну справу у відношенні майора Миколи Мельниченка у зв’язку з перевищенням ним службових обов’язків під час охорони Президента Л. Кучми.

- Адвокат екс-міністра МВС України Юрія Луценко у справі по звинуваченню у перевищенні службових обов’язків, нецільовому використанні коштів, виділенні квартири своєму водієві, тощо. Справа визнана ЕСПЛ політично вмотивованою, а сам Луценко у 2013 році був помилуваний указом Президента  В. Януковича.

## Наукова діяльність
В 2010 році написав автобіографічну книгу «Незручний прокурор». Працює над написання другої книги.
Написав ряд наукових статей: 
- Новий Кримінальний процесуальний кодекс України та зобов'язання Держави України за Європейською конвенцією про захист прав і основоположних свобод,

- Доказування причин та умов, що сприяли вчиненню кримінального правопорушення,

- Вплив деяких правових презумпцій на предмет доказування у кримінальному провадженні,

- Що в дійсності криється за зростанням кількості прокурорів протягом 2013 року,

- Незнання норм кримінального процесу чи небажання правоохоронних органів і суду виконувати Закон щодо звільнення від відповідальності учасників акцій протесту та мирних зібрань,

- Прогалини і недоліки проголосованого ВР України за основу проекту закону «Про державне бюро розслідувань»,

- Нова-стара Конституція. Роздуми над проектом Основного Закону України, презентованим Конституційною комісією в червні цього року,

- Поняття й значення предмета доказування у кримінальних провадженнях за ст. 368 КК України,

- Чи забезпечує держава права і свободи громадян щодо захисту їх життя і здоров'я від протиправних посягань, охорони власності та громадського порядку?,

- Стан злочинності в державі за 2015 рік та результати протидії їй з боку держави і як це пов'язано із реформуванням правоохоронних органів,

- Звідкіля взялися в новому Законі «Про прокуратуру» так звані «органи прокурорського самоврядування» та «органи, що забезпечують діяльність прокуратури» з такими надвеликими «повноваженнями»?,

- Приховані ризики Закону (законопроект № 3524 від 25.11.2015) "Про внесення змін до Конституції України (щодо правосуддя)" або Яким буде «нове правосуддя»? та інші.

Після вимушеного звільнення з органів прокуратури у 2010 році написав автобіографічну книгу «Незручний прокурор».  
У 2017 році, під науковим керівництвом професора Миколи Погорецького, захистив кандидатську дисертацією на тему «Доказування стороною обвинувачення прийняття пропозиції, обіцянки або одержання неправомірної вигоди службовою особою у досудовому розслідуванні» та здобув науковий ступінь кандидата юридичних наук. 
Займається благодійною діяльністю з відновлення історичної та культурної самобутності своєї малої батьківщини – Полтавщини.
Одружений, виховує двох синів.

## Нагороди
За тривалу бездоганну роботу в органах прокуратури відзначений низкою державних нагород, зокрема:
- Медаллю «За трудову доблесть»;

- Нагрудними знаками «Почесний працівник прокуратури України»;

- Подяка "За сумлінну службу в органах прокуратури» ІІ і І ступенів;

- Орден «За заслуги» ІІІ ступеня (2009);

- Заслуженого юриста України.